# قلعة سفيد (دالكي)
قلعة سفيد (بالفارسية: قلعه‌سفید) هي قرية تقع في إيران في قسم دالكي الريفي. يقدر عدد سكانها بـ 1,751 نسمة .